# اتلو (فیلم ۱۹۰۶)
اتلو (انگلیسی: Otello) یک فیلم صامت ایتالیایی به کارگردانی ماریو کازرینی بر اساس اپرایی در ۱۸۸۷ میلادی به همین نام اثر جوزپه وردی، هر دو بر پایهٔ نمایشنامه اتلو شاهکار ویلیام شکسپیر است که در ۳۰ اکتبر سال ۱۹۰۶ میلادی به نمایش درآمد. در این فیلم ماریا کازرینی در مقابل همسرش ماریو کازرینی به ایفای نقش پرداخت. اعتقاد بر این است که این اثر، اولین فیلم اقتباسی از نمایشنامه اتلو اثر ویلیام شکسپیر می‌باشد.